# Victor LaValle
Victor LaValle (Honolulu, 3 februari 1972) is een Amerikaanse schrijver van experimentele fictie- en horrorboeken. Hij won onder meer een World Fantasy Award, een Locus Award en meerdere British Fantasy Awards, Bram Stoker Awards en American Book Awards. 

## Biografisch
LaValle groeide op als zoon van een alleenstaande moeder die van Oeganda naar de Verenigde Staten was geëmigreerd. Hij studeerde Engels aan Cornell University en creatief schrijven aan Columbia University. Hij debuteerde in 1999 als schrijver met de verhalenbundel Slapboxing with Jesus: Stories, een verzameling verhalen over jongeren van verschillende etnische afkomsten die volwassen worden in het Queens van de jaren 80 en daarbij veel ongelukkige keuzes maken. Het hoofdpersonage van verschillende van deze verhalen - Anthony James - is ook het hoofdpersonage van Lavalles tweede boek, The Ecstatic.
LaValles novelle The Ballad of Black Tom is een hervertelling van The Horror at Red Hook van H.P. Lovecraft, nu met als hoofdpersonage een jonge zwarte man wiens wegen kruisen met een occulte sekte. Hij won een jaar later zowel een World Fantasy Award, een Locus Award, een American Book Award als een British Fantasy Award voor The Changeling, een verhaal geïnspireerd door sagen over wisselkinderen. Dit werd in 2023 verfilmd tot een televisieserie met dezelfde titel, met Lakeith Stanfield als hoofdpersonage Apollo Kagwa.
LaValle is behalve schrijver ook docent creatief schrijven aan Columbia University.